# 2010年亚洲运动会新加坡代表团
2010年亚洲运动会新加坡代表团共派出240名运动员参赛，其中男选手146名，女选手94名。
奖牌榜：
| 名次 | 代表团 | 金牌 | 银牌 | 铜牌 | 总数 |
| ---- | ------ | ---- | ---- | ---- | ---- |
| 16   | 新加坡 | 4    | 7    | 6    | 17   |

## 奖牌获得者

### 金牌
1. 陈诗华、黄素怡、黄凌芝：保龄球 - 女子三人赛
2. 刘遐满、谢尔曼：帆船 - 男子帆船420级
3. 李清、刘瑞琦：帆船 - 女子帆船420级
4. 陶李：游泳 - 女子50米蝶泳

### 银牌
1. 陈诗桦：保龄球 - 女子精英赛
2. 鄭忻如：帆船 - 男子激光级
3. 林敏：帆船 - 女子OP级
4. 贾森-内森-杨、里米-王：保龄球 - 男子双人
5. 黄凌芝：保龄球 - 女子个人
6. 冯天薇、李佳薇、孙蓓蓓、王越古、于梦雨：乒乓球 - 女子团体
7. 陶李：游泳 - 女子100米蝶泳

### 铜牌
1. 张辉振、王明豪：帆船 - 公开郝贝-16级
2. 刘晓丹、谭兆雯：帆船 - 女子帆船470级
3. 卢军汉：帆船 - 男子OP级
4. 斯科特-格伦-悉尼：帆船 - 公开激光雷迪尔
5. 牛慧芬：保龄球 - 女子个人
6. 吉尔克里斯特：台球 - 男子比利单打